# Kayak (azienda)
KAYAK è un metamotore di ricerca dedicato ai viaggi gestito da Kayak Software Corporation (o KAYAK), azienda fondata negli Stati Uniti nel 2004 e presente in Italia dal 2008. La società è stata acquisita da Booking Holdings l'8 novembre 2012 ed è quotata in borsa da quello stesso anno.

## Storia

### Fondazione
KAYAK è stata fondata nel 2004 dai co-fondatori di Expedia, Travelocity e Orbitz. Nel dicembre 2007, KAYAK ha ottenuto 196 milioni di dollari in un ciclo di finanziamento da parte di un gruppo d'investitori, tra cui General Catalyst Partners, Sequoia Capital, Accel Partners e Oak Investment Partners. Utilizzando tale finanziamento, KAYAK ha acquisito SideStep, un sito di viaggio concorrente negli Stati Uniti. La sede centrale di KAYAK si trova nella zona di New York, mentre la sede tecnologica risiede nell'area di Boston.

### Sviluppo internazionale
Dopo l'introduzione dei suoi servizi in alcuni mercati europei come Spagna, Germania e Francia nel 2007, Kayak ha lanciato ufficialmente il sito sul mercato italiano nel 2008. Nel maggio 2010, KAYAK ha acquisito il marchio Swoodoo, una piattaforma per la ricerca di viaggi in Germania, e in seguito checkfelix.com, un sito web leader come metamotore di ricerca viaggi in Austria.

### Entrata in borsa e acquisizione
Il 20 luglio 2012 l'azienda è entrata ufficialmente in borsa con il nome di KAYAK. Nel suo primo giorno di attività commerciale, ha aperto con 26 dollari e ha chiuso con 33.18 dollari. L'8 novembre del 2012 KAYAK è stata acquisita da Priceline.com per 1,8 miliardi di dollari.

## Riconoscimenti
La rivista Time ha nominato KAYAK nella sua lista dei 50 migliori siti web del 2009.
Al The Webby Awards, KAYAK ha ricevuto il premio “People's Voice” nella categoria sito di viaggio nel 2008, il premio “Webby” nella categoria sito di viaggi nel 2009, il premio “People's Voice” nella categoria applicazioni mobile di viaggio nel 2011, insieme ad altri tre premi nel 2012: il “Webby” e il “People's Choice” nella categoria siti di viaggio e il “People's Voice” nella categoria applicazioni mobile di viaggio.